# Judentum in Frankreich
Das Judentum in Frankreich hat hochgerechnet in etwa 442.000 Mitglieder, anhand der Zählung des The Jewish People Policy Institute (Stand: 2022). Somit sind bei einer Gesamtbevölkerung von 68.042.000 Einwohnern in Frankreich geschätzt 0,65 % Juden (Stand: 2022). Frankreich ist das Land mit der größten jüdischen Gemeinde Europas und der drittgrößten jüdischen Bevölkerungsgruppe weltweit.

## Demografie
| Jahr              | 1933    | 1950    | 1965       | 1980       | 1990       | 2002       | 2016       | 2017       | 2022       |
| Anzahl            | 250.000 | 235.000 | 520.000    | 535.000    | 519.000    | 494.000    | 467.000    | 460.000    | 442.000    |
| Gesamtbevölkerung |         |         | 48.417.000 | 53.713.000 | 59.268.000 | 60.000.000 | 64.570.000 | 64.801.000 | 68.042.000 |
| Anteil            | 0,6 %   |         | 1,074 %    | 0,996 %    | 0,876 %    | 0,823 %    | 0,729 %    | 0,71 %     | 0,65 %     |

Quellen: 1933: 1950: 1965: 1980: 1990: 2002: 2016: 2017: 2022:
Im Verlauf des 20. Jahrhunderts hat sich ein erheblicher Wandel in Frankreich vollzogen. Während Frankreich Anfang des 20. Jahrhunderts noch ein Land mit sehr geringem jüdischen Bevölkerungsanteil war (geschätzt etwa 50.000, was damals nicht einmal einem Zehntel der deutschen Juden entsprach), ist Frankreich heute das Land mit der größten jüdischen Gemeinde Europas und der drittgrößten (nach Israel und den Vereinigten Staaten) jüdischen Bevölkerungsgruppe weltweit. Seit einigen Jahrzehnten repräsentieren sephardische Juden die Mehrheit. Das Spektrum jüdischer Religiosität ist vielfältig und reicht von mehrheitlich säkularisierten Juden bis zu ultraorthodoxen Haredim.
Die jüdische Gemeinde Frankreichs konzentriert sich größtenteils in den urbanen Regionen wie Paris, Marseille oder Straßburg.

## Auswanderung nach Israel
Anzahl der Personen, die bei ihrer Einwanderung nach Israel  als letzte Adresse eine Anschrift in Frankreich angaben:
| Jahr   | 1948 | 1949 | 1950 | 1951 | 1952 | 1953 | 1954 | 1955 | 1956 | 1957 | 1958 | 1959 | 1960 | 1961 | 1962 | 1963 | 1964 | 1965 | 1966 | 1967 | 1968 | 1969 |
| Anzahl | 640  | 1665 | 672  | 401  | 246  | 196  | 201  | 206  | 199  | 267  | 274  | 326  | 371  | 372  | 580  | 546  | 731  | 830  | 700  | 893  | 2523 | 5292 |

| Jahr   | 1970 | 1971 | 1972 | 1973 | 1974 | 1975 | 1976 | 1977 | 1978 | 1979 | 1980 | 1981 | 1982 | 1983 | 1984 | 1985 | 1986 | 1987 | 1988 | 1989 | 1990 | 1991 |
| Anzahl | 4414 | 3281 | 2356 | 1473 | 1345 | 1382 | 1416 | 1226 | 1302 | 1648 | 1430 | 1430 | 1682 | 2094 | 1539 | 1017 | 927  | 888  | 920  | 900  | 864  | 966  |

| Jahr   | 1992 | 1993 | 1994 | 1995 | 1996 | 1997 | 1998 | 1999 | 2000 | 2001 | 2002 | 2003 | 2004 | 2005 | 2006 | 2007 | 2008 | 2009 | 2010 | 2011 | 2012 | 2013 |
| Anzahl | 1182 | 1372 | 1512 | 1635 | 1870 | 1938 | 1671 | 1366 | 1153 | 1007 | 2035 | 1789 | 2003 | 2545 | 1781 | 2767 | 1918 | 1594 | 1775 | 1619 | 1653 | 2904 |

| Jahr   | 2016 | 2017 | 2018 | 2019 | 2020 | 2021 | 2022 |
| Anzahl | 4239 | 3157 | 2679 | 2227 | 2392 | 3500 | 2211 |

Quellen: 1948–2013; 2019–2022 2016–2017 2018

## Oberrabbiner
In der Liste von Oberrabbinern finden sich auch Aufstellungen der Oberrabbinen von Frankreich sowie von Lyon und Paris.

## Synagogen

### In Paris
Paris hat insgesamt um die 80 Synagogen
- Synagoge Belleville
- Synagoge der Rue Buffault
- Synagoge der Rue Cadet
- Synagoge Chasseloup-Laubat
- Synagoge der Rue Copernic
- Synagoge Montmartre
- Synagoge der Rue Notre-Dame-de-Nazareth
- Synagoge der Rue Pavée
- Synagoge der Rue de la Roquette
- Synagoge der Rue des Tournelles
- Große Synagoge (Paris)
- Synagogue de la Place des Vosges

### Im Elsass
- Synagoge (Altkirch)
- Synagoge (Bergheim)
- Synagoge (Bouxwiller)
- Synagoge (Brumath)
- Synagoge (Colmar)
- Synagoge (Dettwiller)
- Synagoge (Diemeringen)
- Synagoge (Duppigheim)
- Synagoge (Haguenau)
- Synagoge (Hégenheim)
- Synagoge (Hochfelden)
- Synagoge (Ingwiller)
- Synagoge (Mackenheim)
- Synagoge (Mülhausen)
- Synagoge (Mutzig)
- Synagoge (Niederbronn-les-Bains)
- Synagoge (Obernai)
- Synagoge (Odratzheim)
- Synagoge (Pfaffenhoffen)
- Synagoge (Reichshoffen)
- Synagoge (Rosheim)
- Synagoge (Rouffach)
- Synagoge (Sarre-Union)
- Synagoge (Saverne)
- Synagoge (Sélestat)
- Synagoge (Soultz-sous-Forêts)
- Alte Synagoge (Straßburg)
- Synagoge (Struth)
- Synagoge (Wingersheim)
- Synagoge (Wissembourg)
- Synagoge (Wolfisheim)

### In anderen Orten
- Synagoge Avignon
- Synagoge von Besançon
- Synagoge von Bordeaux
- Synagoge Boulogne-Billancourt
- Synagoge (Cavaillon)
- Synagoge Châlons-en-Champagne
- Synagoge (Dijon)
- Synagoge Épernay
- Synagoge (Foussemagne)
- Synagoge (La Ferté-sous-Jouarre)
- Synagoge (Lunéville)
- Große Synagoge (Lyon)
- Synagoge (Mende)
- Synagoge Neuilly-sur-Seine
- Synagoge (Nîmes)
- Synagoge Reims
- Synagoge (Rouen)
- Alte Synagoge (Thionville)
- Neue Synagoge (Thionville)
- Synagoge Versailles
- Synagoge Vincennes
- Synagoge Vitry-le-François